# Primera divisió espanyola de futbol 1934-1935
La temporada 1934-35, fou la 7a edició de la Primera divisió espanyola de futbol.
Entrenat per Patrick Joseph O'Connell, el Real Betis Balompié va guanyar la seva primera lliga espanyola en la seva tercera temporada en la màxima categoria. Va ser una lliga molt ajustada, ja que el subcampió, el Madrid FC, va quedar només un punt per sota del campió.

## Equips participants
| Club                | Ciutat        | Estadi           |
| ------------------- | ------------- | ---------------- |
| Arenas              | Getxo         | Ibaiondo         |
| Athletic Club       | Bilbao        | San Mamés        |
| Athletic Madrid     | Madrid        | Metropolitano    |
| FC Barcelona        | Barcelona     | Les Corts        |
| Reial Betis         | Sevilla       | Patronato Obrero |
| Donostia            | Sant Sebastià | Atocha           |
| RCD Espanyol        | Barcelona     | Sarrià           |
| Madrid              | Madrid        | Chamartín        |
| Real Oviedo         | Oviedo        | Buenavista       |
| Racing de Santander | Santander     | El Sardinero     |
| Sevilla FC          | Sevilla       | Nervión          |
| València CF         | València      | Mestalla         |

## Classificació final
| Pos | Equip               | PJ | PG | PE | PP | GF | GC | DG  | Pts | Descens                  |
| --- | ------------------- | -- | -- | -- | -- | -- | -- | --- | --- | ------------------------ |
| 1   | Reial Betis (C)     | 22 | 15 | 4  | 3  | 43 | 19 | +24 | 34  | Campió                   |
| 2   | Madrid FC           | 22 | 16 | 1  | 5  | 61 | 34 | +27 | 33  |                          |
| 3   | Real Oviedo         | 22 | 12 | 2  | 8  | 60 | 47 | +13 | 26  |                          |
| 4   | Athletic Club       | 22 | 11 | 3  | 8  | 60 | 37 | +23 | 25  |                          |
| 5   | Sevilla FC          | 22 | 11 | 2  | 9  | 53 | 38 | +15 | 24  |                          |
| 6   | FC Barcelona        | 22 | 9  | 6  | 7  | 55 | 44 | +11 | 24  |                          |
| 7   | Athletic Madrid     | 22 | 8  | 5  | 9  | 40 | 45 | −5  | 21  |                          |
| 8   | RCD Espanyol        | 22 | 9  | 2  | 11 | 47 | 59 | −12 | 20  |                          |
| 9   | València CF         | 22 | 9  | 2  | 11 | 40 | 49 | −9  | 20  |                          |
| 10  | Racing de Santander | 22 | 7  | 3  | 12 | 37 | 46 | −9  | 17  |                          |
| 11  | Donostia (R)        | 22 | 5  | 1  | 16 | 28 | 67 | −39 | 11  | Descens a Segona Divisió |
| 12  | Arenas (R)          | 22 | 3  | 3  | 16 | 17 | 56 | −39 | 9   | Descens a Segona Divisió |

## Resultats
| Casa \ Fora         | ARE | ATH | ATM | BAR | BET | DON | ESP | MAD | OVI | RAC | SEV | VAL |
| ------------------- | --- | --- | --- | --- | --- | --- | --- | --- | --- | --- | --- | --- |
| Arenas              | —   | 0–1 | 3–1 | 2–2 | 0–3 | 0–1 | 0–4 | 1–2 | 1–2 | 0–1 | 3–2 | 2–1 |
| Athletic Club       | 8–0 | —   | 5–2 | 3–5 | 0–0 | 7–0 | 1–2 | 4–1 | 4–0 | 4–2 | 4–0 | 4–1 |
| Athletic Madrid     | 3–1 | 2–2 | —   | 1–3 | 4–2 | 3–1 | 5–2 | 2–2 | 3–3 | 3–1 | 1–0 | 5–2 |
| FC Barcelona        | 4–0 | 2–2 | 0–0 | —   | 4–0 | 4–0 | 2–2 | 5–0 | 5–2 | 1–1 | 2–3 | 5–2 |
| Reial Betis         | 0–0 | 1–0 | 2–0 | 2–1 | —   | 1–0 | 5–0 | 1–0 | 2–1 | 3–1 | 2–2 | 3–0 |
| Donostia            | 3–2 | 0–4 | 4–0 | 2–1 | 2–4 | —   | 1–4 | 1–2 | 3–5 | 2–3 | 0–0 | 3–1 |
| RCD Espanyol        | 2–0 | 1–3 | 0–2 | 4–1 | 1–1 | 4–1 | —   | 2–4 | 3–2 | 4–2 | 1–4 | 1–2 |
| Madrid              | 6–1 | 5–2 | 2–0 | 8–2 | 0–1 | 2–0 | 7–2 | —   | 2–1 | 3–2 | 3–1 | 3–0 |
| Real Oviedo         | 4–1 | 3–2 | 2–1 | 4–3 | 0–1 | 4–0 | 8–3 | 0–3 | —   | 3–0 | 4–2 | 4–4 |
| Racing de Santander | 0–0 | 6–0 | 2–2 | 2–3 | 0–5 | 2–1 | 2–1 | 1–2 | 1–3 | —   | 3–2 | 5–0 |
| Sevilla FC          | 4–0 | 3–0 | 4–0 | 3–1 | 0–3 | 7–2 | 5–1 | 1–3 | 3–1 | 2–0 | —   | 4–2 |
| València CF         | 2–0 | 1–0 | 2–0 | 1–1 | 3–1 | 7–1 | 1–3 | 4–1 | 0–4 | 2–0 | 2–1 | —   |

### Resultats finals
- Campió de la Lliga: Reial Betis
- Descensos: Arenas, Donostia
- Ascensos: Hèrcules CF, Club Atlético Osasuna

## Màxims golejadors
| Posició | Jugador                | Equip               | Gols |
| ------- | ---------------------- | ------------------- | ---- |
| 1       | Isidro Lángara         | Real Oviedo         | 27   |
| 2       | Julio Elícegui         | Athletic Madrid     | 20   |
| 2       | Ildefonso Sañudo       | Madrid              | 20   |
| 2       | Campanal I             | Sevilla FC          | 20   |
| 5       | Bata                   | Athletic Club       | 17   |
| 5       | Josep Escolà i Segalés | FC Barcelona        | 17   |
| 7       | Francisco Iriondo      | RCD Espanyol        | 15   |
| 8       | Victorio Unamuno       | Reial Betis         | 13   |
| 8       | Luis Regueiro          | Madrid              | 13   |
| 10      | José Iraragorri        | Athletic Club       | 12   |
| 10      | José María Arteche     | Racing de Santander | 12   |

## Porter menys golejat
| Posició | Jugador          | Equip       | Gols                  |
| ------- | ---------------- | ----------- | --------------------- |
| 1       | Joaquín Urquiaga | Reial Betis | 19 gols en 21 partits |